# Lautzenbrücken
Lautzenbrücken là một đô thị trong huyện Westerwald bang Rheinland-Pfalz thuộc nước Đức. Đô thị Lautzenbrücken có diện tích 4,28 km², dân số là 393 người (31/12/2006).